# Stark Lipót
Stark Lipót (Trencsén, 1866. május 4. – Budapest, 1932. december 17.) gépészmérnök, erőműtervező, technikatörténész, a vezetékszámítás hazai úttörője; a Magyar Villamosművek Országos Szövetségének alapítója, és elnöke. Az Elektromos Művek első vezérigazgatója.

## Életrajza
Stark Móric és Munk Róza fia. Tanulmányait szülővárosában kezdte, majd a budapesti József Műegyetemen szerzett gépészmérnöki képesítést 1886-ban. Az elsők között volt, akik már speciális elektrotechnikai előadásokat is hallgattak. A diploma birtokában a Ganz Elektrotechnikai Osztályán rajzolóként kezdte. Később a próbateremben dolgozott, majd elektromos telepek tervezésével, és építésével foglalkozott. 1891 és 1893 között Brazíliában a São Paulo-i Comphania Agua e Luz főmérnökeként három város, magyar gyártású villamosművének építését vezette a tervezéstől az üzembe helyezésig. Két év után hazatérve, mint a Magyar Villamossági Rt. főmérnöke részt vett a vállalat Budapesten, Pécsett és Egerben létesülő telepeinek létesítési munkálataiban.
1896-ban újból a Ganz Villamossági Rt. alkalmazásába állt, és cégvezetői minőségben közel másfél évtizeden át számos külföldi és hazai elektromos telep tervezésében, építésében és üzembe helyezésében vett részt. Ezek közül külön is ki kell emelni a konstantinápolyi elektromos művet, amelynek tervével 13 külföldi pályázóval szemben szerezte meg az elsőséget. Kivitelezése után 1911-ben Stark a vezérigazgatói teendőket is ellátta.
Hazatérése után a főváros alkalmazta a közüzemi áramszolgáltatás megszervezésére. A 20. század kezdetén ugyanis Európa szerte célkitűzés lett a közcélú szolgáltatások városi tulajdonú közüzemi működtetése. Az 1906-ban megválasztott Bárczy István polgármester programjában is ez szerepelt. Először a gázgyárak kerültek fővárosi tulajdonba. Az 1893 évi, 45 évre kötött koncessziós szerződés feltétele szerint 1910. december 15. után a magántársaságok összes berendezése a főváros részéről külön-külön megvásárolható. A tárgyalások kezdeti sikertelensége miatt az 1911. június 28-i határozat szerint döntöttek a Kelenföldön létrehozandó új erőműről. Stark megbízást kapott az új erőmű beruházásának vezetésére. A villamos berendezéseket a Ganz Villamossági Rt., a kazánokat a Nicholson Rt. készítette. A Bláthy Ottó Titusz által tervezett két, 7500 kVA névleges teljesítményű turbógenerátor 10 kV feszültségű háromfázisú áramot termelt, amelyet kábeleken keresztül a városban elhelyezett transzformátorokhoz vezettek. A maga idejében rendkívül korszerű erőmű azonban, 1917-ben már bővítést igényelt. Ekkor mind a kazánüzem, mind az áramtermelés teljesítményét jelentősen növelték. A két új turbógenerátor egyenként 15 MVA teljesítményű volt, de ez sem volt elegendő sokáig.
A főváros közgyűlése felhatalmazást adott a Magyar Villamossági Rt. megvásárlásáról folyó tárgyalásokra. A berendezések átvétele 1914. június 1-jén történt meg. Ekkor jött létre a Budapest Székesfőváros Elektromos Művei. Az új cég vezetője Stark Lipót lett, 1914. november 9-éig első igazgató, majd 1919. szeptember 11-éig vezérigazgató. A Tanácsköztársaság megszűnése után tisztázatlan körülmények között távozott saját kérésére.
Stark ezután már csak magánmérnöki tevékenységet folytatott.
Házastársa Weinberger Karolina volt.

## Szakirodalmi tevékenysége
- 1890 Herzog Józseffel közösen írt „Az elektromos vezetékek számítása” Hollán pályadíjat nyert.
- 1927 Technikai fejlődésünk története kötetben „Az erősáramú elektrotechnika” fejezete.
- 1928 megírta a Ganz gyár elektrotechnikai vonatkozású történetét. Kéziratban fennmaradt munkája ma is a gyártörténet alapvető forrásmunkája.
- Szerkesztette az Elektrotechnika első három évfolyamát.
- Publikált a Politechnikai Szemle, Városi Szemle, Electrotechnische Zeitung, Pester Lloyd, stb. lapokban.

## Közéleti tevékenysége
- 9 éven át a Magyar Elektrotechnikai Egyesület társelnöke.
- Magyar Mérnök és Építész-egylet választmányi tagja.
- Magyar Villamosművek Országos Szövetségének alapítója, és haláláig elnöke.
- 1911 A londoni Electrical Engineers rendes tagja.